# Reņģe (stacja kolejowa)
Reņģe (ros. Реньге, niem. Ringen) – stacja kolejowa w miejscowości Ruba, w gminie Saldus, na Łotwie. Położona jest na linii Jełgawa - Możejki.
Jest to łotewska stacja graniczna na granicy z Litwą. Stacją graniczną po stronie litewskiej są Możejki.

## Historia
Stacja została otwarta w czasach carskich na drodze żelaznej mitawskiej, pomiędzy stacjami Auz i Możejki. Początkowo nosiła nazwę Ringen od pobliskich dóbr.
Po I wojnie światowej została łotewską stacją graniczną na granicy z Litwą. Po II wojnie światowej i aneksji Łotwy przez Związek Sowiecki, stacja utraciła nadgraniczny charakter, by ponownie stać się stacją graniczną po rozpadzie ZSRR.

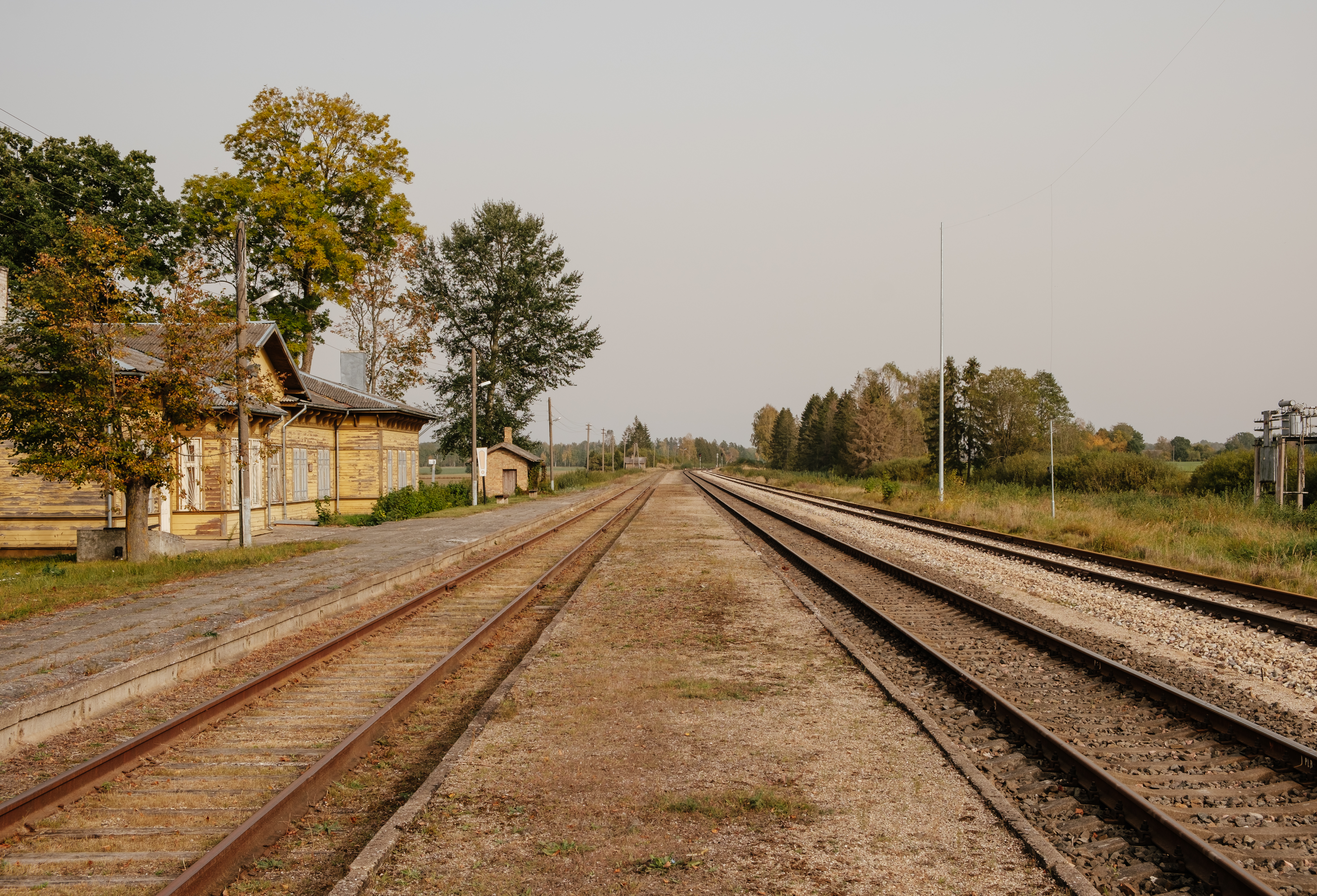
Perony
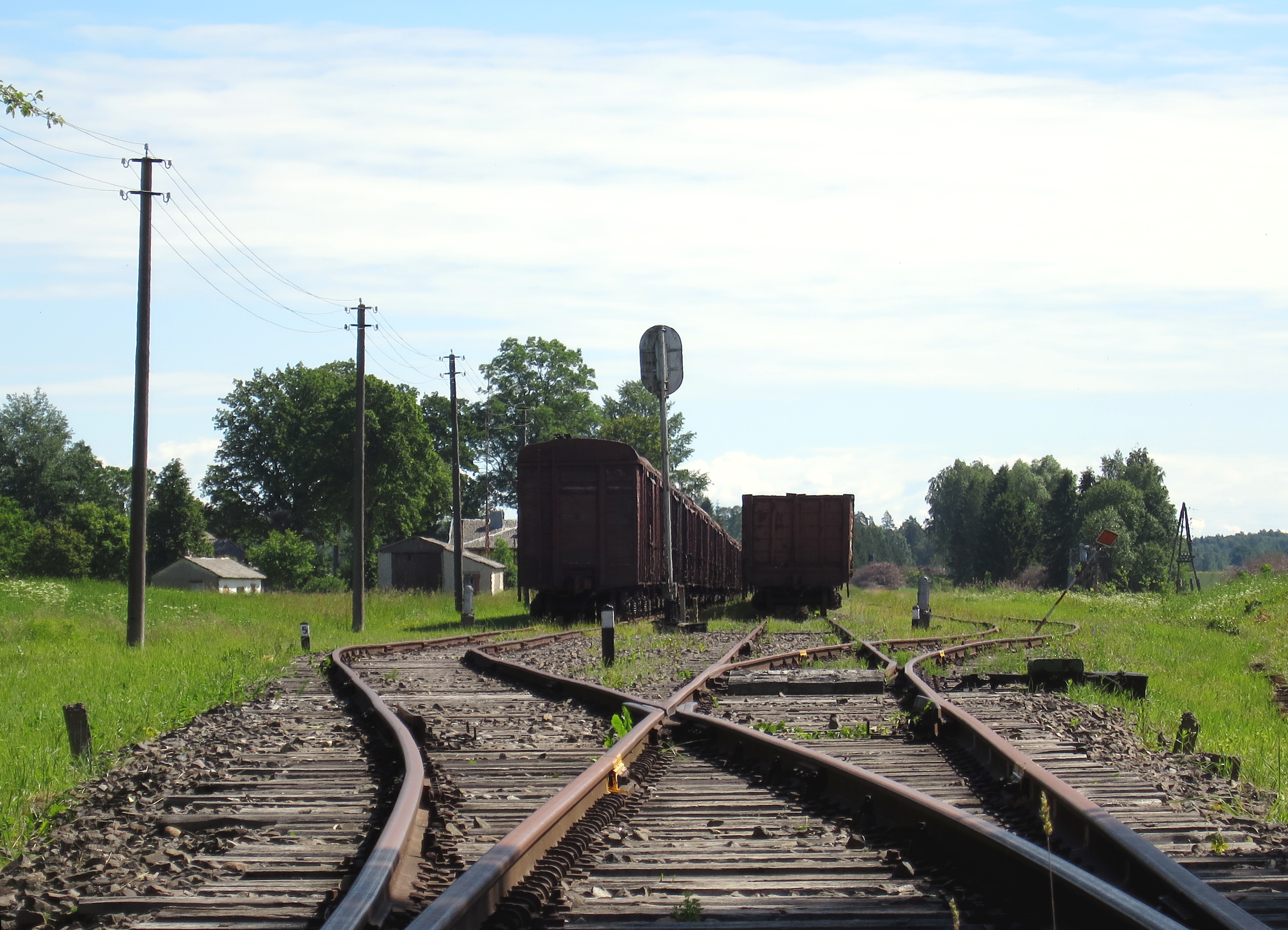